# コルセット

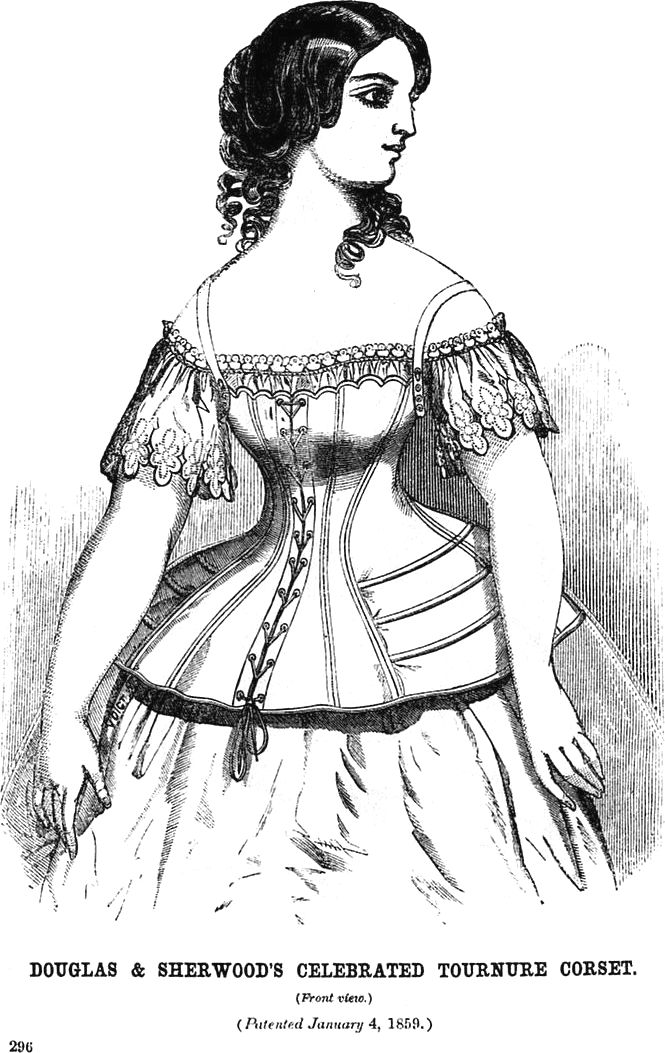
コルセットをした女性。

コルセット（英: corset）は、女性用ファウンデーションの一種で、近代から現代にかけてヨーロッパ大陸で一般に使用された。胸部下部よりウェストにかけてのラインを補正する役割を持ち、ヒップの豊かさの強調と対比的に、胴の部分を細く見せた。
イギリスでは、コルセットとほぼ同じ目的の補正下着としてステイズ (stays) があった。これは重層的な構造を持っていたため、ヨーロッパ北部では保温目的でも着用された。
20世紀中盤以降は、ファウンデーションの素材の進化とファッションの方向性の変化でコルセットは廃れており、今日では医療・運動補助用や趣味、一部の民族衣装を着用する際の装身を目的として使用されている。

## コルセットの着用

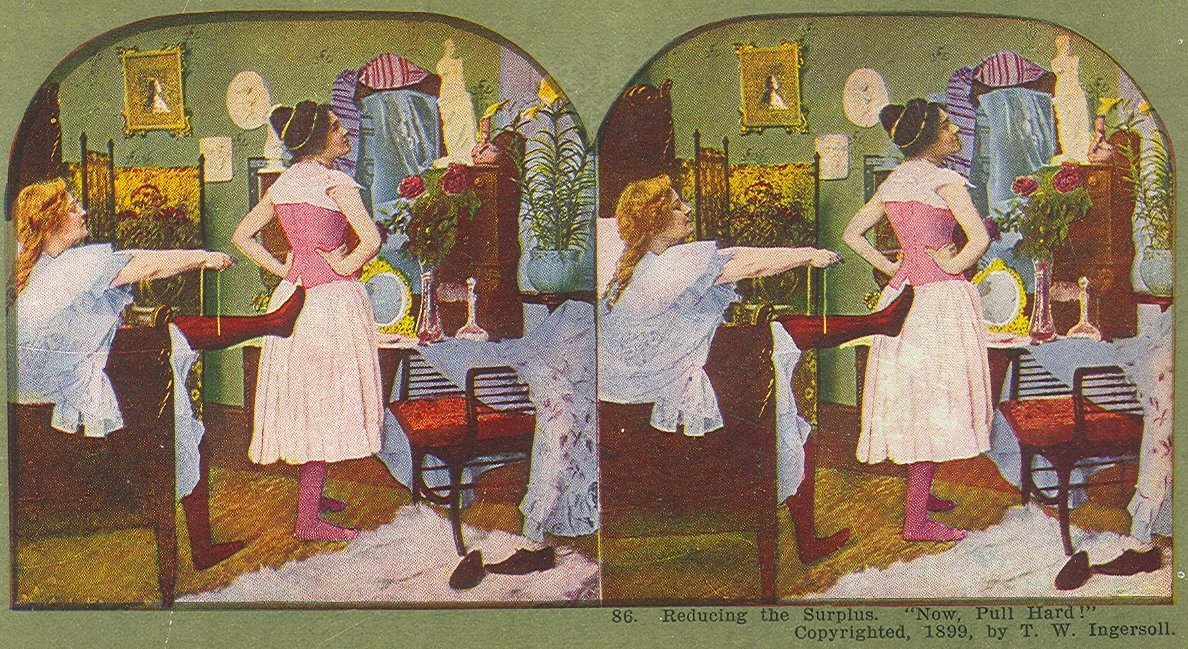
コルセットを着用する女性と、それを手伝う女性の図

コルセットの形状を維持するためのボーンは鯨髭、ないしは鉄鋼製であった。通常、背後にはハトメに紐を通したレース部分があり、ウエスト部分から取り出された紐を締め付けることによってウェストを細くする。
このような下着では着用に多少時間がかかるが、一人で着用することも十分に可能である。しかし、装着時に手伝いがあるとより良く、早く着付けることができる。後年、女性の社会進出と共にコルセットが廃れたのは、その装着に時間や手間がかかるのも一因とされる。

## コルセットの歴史

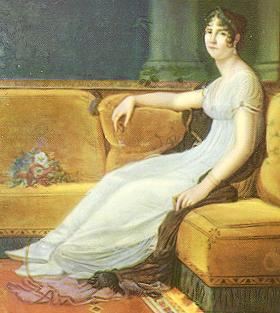
ジョゼフィーヌ・ド・ボアルネの肖像

9 - 13世紀
いわゆる中世暗黒期に形をなした北欧神話においてトールが力帯メギンギョルズを装着していたという伝承が残っており、用途を考えると、今日の医療・運動補助具同様、男性向け腰椎保護具あるいは体幹固定具としてアーキタイプが存在していたことが窺われる。これが女性向けの装身具として転用されるに至った経緯については定かではない。
14世紀後半
ヨーロッパにて細身の上着が着用されており、上流階級の男性女性ともに、体の線を整えるために使用されるようになり、15世紀後半、やわらかな山羊の皮を素材としたコルセットが登場した。
16世紀
女性の服装は上半身は細身で、スカートは大きくたっぷりしたものになり、シルエットを作るために上半身を補正する「ボディス（英語）」あるいは「コール（フランス語）」と呼ぶ下着が身に付けられた。ボディスは麻キャンバス地で作られ、張り骨で補強されており、張り骨の素材には木や象牙、銀、鯨髭、動物の角などが用いられた。ボディスはヨーロッパの宮廷に広まっていった。
17世紀
女性の服装は胸を強調するようになり、コルセットで胸を押し上げるように変化していった。「コルセット」という呼称がイギリスで使われるようになった。
スペインでは、表着としてのコルセットも出現し、今日でもヨーロッパ各地の民族衣装に残されている。
19世紀
フランス革命期のフランスで、この頃のフランス国内の女性の間では一般にコルセットを外したファッションが流行した。画像はナポレオン・ボナパルトの妻ジョゼフィーヌ・ド・ボアルネの肖像であるが、コルセットをしていないことがわかる。
一方、国外に亡命したフランス人貴族の夫人や子女はコルセットをしたままで、フランス以外ではコルセットを外すことは一般的ではなかった。ただし、フランス軍が占領した地域（例えばミラノなど）ではフランス流のコルセットを外したファッションが流行したという記録も残っている。
1815年にナポレオンが失脚し、ブルボン家による王政復古がなると、再び女性たちはコルセットを身に付け始めた。これは、女性の服装面でも復古主義が進行したことを示している。
また、ブルジョア階級や労働者階級の女性もファッションに関心をもつようになり、コルセットを着用するようになった。その後、周期的な流行の波が起こり、19世紀を通じて上流・中流の女性たちのあいだで様々なヴァリエーションのものが流行した一方、流行が低調となる時期が起こった。19世紀から20世紀初頭にかけて変化の周期がますます加速し、ファッションとして十年単位というよりは数年単位で流行が推移した。
20世紀以降
ウィルヘルム・レントゲンがX線を発見し、X線写真でコルセットによる肋骨の変形が知られるようになると、コルセットは不健康であると指摘されるようになった。第一次世界大戦で女性の社会進出が進むと、より機能的で自由な服装が現れ、女性の一般的な服装としてのコルセットは姿を消すことになる。

## コルセットの衰退
1906年、ポール・ポワレがコルセットを用いないハイウエストのドレスを発表。19世紀のドレスには無かった、自然な身体の美しさを押し出すファッションは革新的であり、新たな道筋を示すこととなった。ココ・シャネルは婦人服にジャージー生地などの新たな素材や男性服のエッセンスを導入した日常生活における利便性とファッション性を両立したスーツを発表、こうした流れの中で窮屈なコルセットは衰退し始めた。それでも実用的な補正下着としてのコルセットは20世紀半ば頃まで使用され続けるが、下着の生地の素材が進化すると共に多様化し、コルセットとは別種の体型補正下着が素材レベルからデザインされ、これらがコルセットに取って代わって行った。
20世紀の半ば以降になると女性の社会進出が著しくなり、屋外での活動に適した実用的な形状のスカートが登場した。19世紀になお存在した重厚なペティコート、あるいはペティコート型スカートは廃れて行き、ヴィクトリア朝時代に盛んであった装飾過剰で裾の長いドレスも、20世紀の初期から半ばへとかけて、より活動的なファッションへと変化して行ったのである。
これと共に、着脱が容易で生活運動にも支障をきたさない補正下着がコルセットの位置を奪っていったのであり、また時代における女性に期待される「美しい身体のライン」の理想の変化もファッションとしてのコルセットの衰退をもたらす原因となった。
近年はギプスや腰痛緩和器といった医療具、腹部や腰椎部に負荷がかかる運動における肉体損傷予防および力学的効率化を目的とした運動補助具としてその名前を残している。

## 参考書籍
- 古賀令子『コルセットの文化史』青弓社、2004年。ISBN 4787232312。OCLC 76911401。
- 小倉孝誠『〈女らしさ〉の文化史: 性・モード・風俗』中央公論新社〈中公文庫 68〉、2006年。ISBN 4-12-204725-0。OCLC 71241087。